# Universiteit van Nagpur
De Universiteit van Nagpur, ook bekend als de Rashtrasant Tukadoji Maharaj Nagpur Universiteit, is een openbare universiteit gelegen bij Nagpur in de Indiase staat Maharashtra. De universiteit werd opgericht in 1923. De alternatieve naam is vernoemd naar Tukdoji Maharaj.
De universiteit werd aanvankelijk opgericht als leerinstituut voor de verschillende Indiase talen zoals het Sanskriet, Marathi, Hindi en Urdu. Sinds 1947 kan er ook medicijnen worden gestudeerd. Op 1 mei 1983 werd de universiteit opgesplitst, en werden enkele van de faculteiten overgenomen door de nieuwe Amravati-universiteit.

## Noemenswaardige alumni
- PV Narasimha Rao, voormalig premier van India.
- Mukul Wasnik, Lid van congrespartij en voormalig minister.
- Shrikant Jichkar, voormalig lid van de congrespartij.
- Harishankar Parsai (1924–1995), bekende Hindi-schrijver en satirist.
- Ulhas Kashalkar (b. 1955), bekende klassieke Hindoestaanse vocalist.
- Swati Dandekar Amerikaans politicus, lid van het Iowa huis van afgevaardigden.